# Novák Irén
Novák Irén, teljes nevén: Novák Irén Mária (Mór, 1876. szeptember 18. – Arad, 1928. augusztus 3.) magyar színésznő.

## Életpályája
Szülei: Novák Sámuel és Neufeld Lotti. 1894-ben végezte el a Színiakadémiát. 1894-ben az Országos Színészegyesülethez került. 1894-ben Leszkay András aradi társulatában játszott. 1901-ben Kolozsvárra került. Ezután Somogyi Károly nagyváradi társulatában volt látható. 1905-ben Szendrey Mihály aradi társulatában szerepelt. Ezt követően a budapesti Renassaince Színház tagja volt.
Különböző vidéki társulatokban játszott; többek között Szatmárnémetiben és Temesváron. Az újságcikkek, kritikák az anyaszerepkörben nyújtott alakításait méltatták. Sokáig fontos tagja volt az aradi színháznak.
1896. augusztus 17-én Budapesten feleségül ment Horváth Elemér hírlapíróhoz.

## Színházi szerepei
- Bródy Sándor: A tanítónő – Flóra
- Csiky Gergely: Nagymama – Márta
- Molnár Ferenc: A hattyú – Beatrix
- Victor Eftimiu: Prométheusz – Prométheusz anyja